# Sixten
Sixten  è un nome proprio di persona svedese maschile.

## Varianti
- Maschili: Sigsten[2]

## Origine e diffusione
Continua l'antico nome norreno Sigsteinn o Sigstein, composto da sigr ("vittoria", da cui anche Sigurd, Sigrun e Signy) e steinn ("pietra", presente anche in Eysteinn).

## Onomastico
Non esistono santi che portano questo nome, che quindi è adespota. L'onomastico può essere festeggiato in occasione di Ognissanti, il 1º novembre.

## Persone
- Sixten Boström, calciatore e allenatore di calcio finlandese
- Sixten Jernberg, fondista svedese
- Sixten Mohlin, calciatore svedese